# Мејми Ајзенхауер
Мејми Џенева Дод Ајзенхауер (енгл. Mamie Geneva Doud Eisenhower; Бун, 14. новембар 1896 — Вашингтон, 1. новембар 1979) била је супруга 34. председника САД, Двајта Д. Ајзенхауера и носилац титуле прве даме САД, од 20. јануара 1953. године до 20. јануара 1961. године.
Мејми се удала за Двајта, тада поручника у својој 19. години, 1. јула 1916. године, убрзо по завршетку женске школе, ког је упознала у Сан Антонију октобра 1915. године. Због Двајтовог чина капетана, а касније и помоћника начелника генералштаба млади пар се често кретао и обилазио војне испоставе широм света. До одласка у пензију и краја његовог мандата председника селили су се укупно 28 пута.
У браку су добили двојицу синова.
После истека председничког мандата њеног мужа преселили су се у Гетисбург у Пенсилванији, где је она живела до мужевљеве смрти 1969. године након чега се сели у Вашингтон. Умрла је у сну 1. новембра 1980. године.